# ستين تسيغلر
ستين تسيغلر (بالدنماركية: Sten Ziegler)‏ (30 مايو 1950 في الدنمارك - ) هو لاعب كرة قدم دانمركي في مركز الوسط، شارك في الألعاب الأولمبية الصيفية 1972. وشارك مع منتخب الدنمارك لكرة القدم. أما مع النوادي، فقد لعب مع أياكس أمستردام ورودا ياي سي وفيدوفري.

## مسيرته الكروية
لعب ستين تسيغلر خلال مسيرته الاحترافية مع 3 أندية في ستة عشر موسمًا وسجل خلالها 24 هدفًا ضمن 330 مباراة. حيث فاز في موسم واحد بالكأس وفي موسمين بالدوري.
خاض ستين تسيغلر مسيرته مع نادي فيدوفري في موسم 1969 في المرة الأولى ليلعب معه أربعة مواسم ثم في موسم 1980 واستمر معه طيلة ثلاثة مواسم ثم في عامي 1982-1984 ولمدة موسمين، مشاركًا طوالها في 139 مباراة سجل خلالها 17 هدفًا. ثم انتقل إلى نادي رودا كيركراده في موسم 1974–75 ليلعب معه خمسة مواسم، حيث شارك في 155 مباراة سجل خلالها 6 أهداف. لينتقل بعدها إلى نادي أياكس أمستردام في موسم 1980–81 ولمدة موسمين، مشاركًا في 36 مباراة سجل خلالها هدفًا واحدًا.

## وصلات خارجية
- ستين تسيغلر على موقع الاتحاد الدولي (مؤرشف)  (الإنجليزية)
- ستين تسيغلر على موقع قاعدة بيانات كرة القدم.إي يو (الإنجليزية)
- ستين تسيغلر على موقع ناشيونال فوتبول تيمز (الإنجليزية)
- ستين تسيغلر على موقع عالم كرة القدم.نت (الإنجليزية)
- ستين تسيغلر على موقع أوليمبيديا (الإنجليزية)